# Obniżenie Kumsko-Manyckie

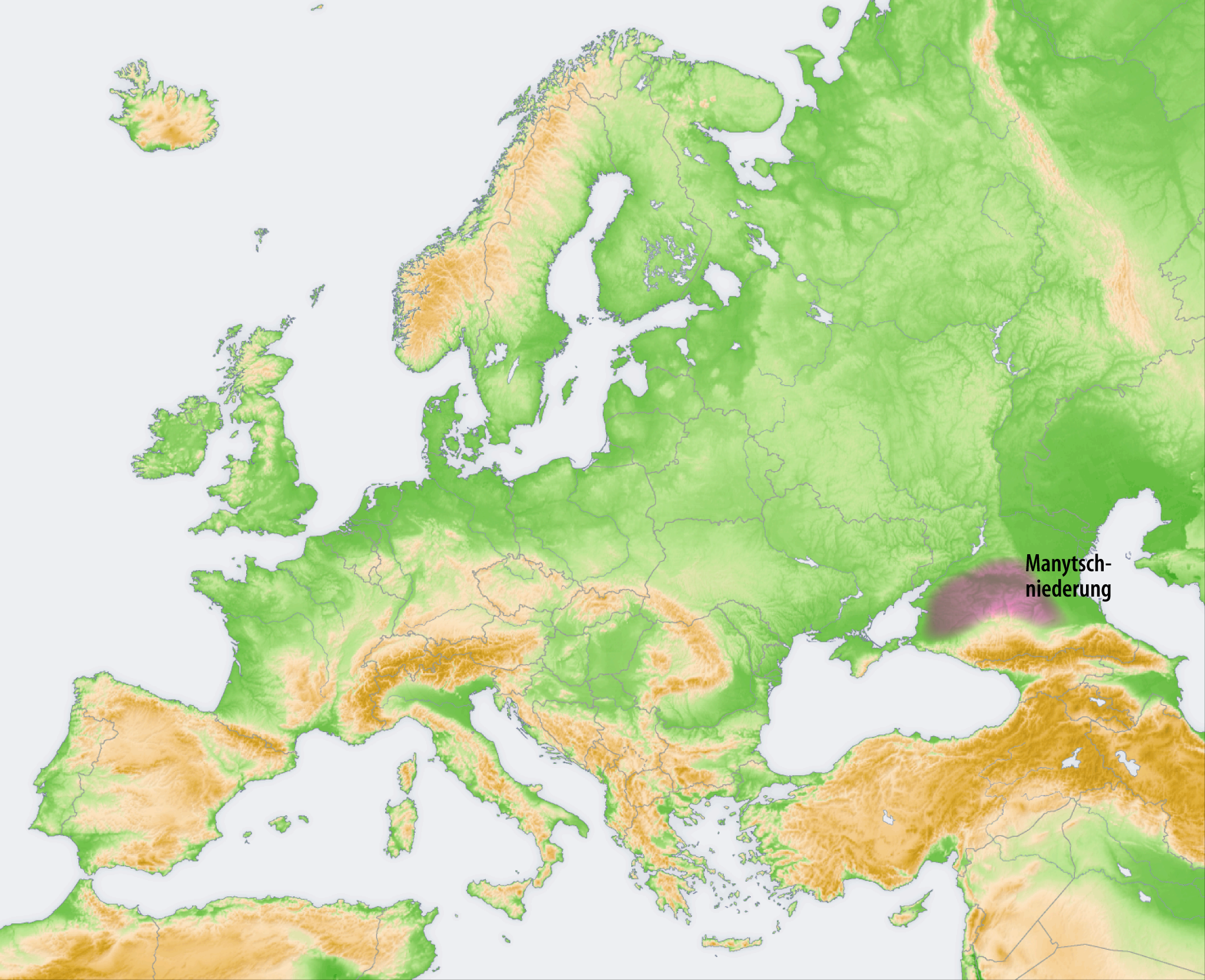

Obniżenie Kumsko-Manyckie (ros. Кумо-Манычская впадина – Kumo-Manyczskaja wpadina) – długa kotlina w południowej Rosji przedkaukaskiej. Zawiera rzeki Zachodni Manycz i Wschodni Manycz z dopływami, rzeka Kuma oraz sztuczny Kanał Kumsko-Manycki i słone jeziora Manycz-Gudiło, Mały Manycz, Manycz. 
Obniżenie Kumsko-Manyckie jest pochodzenia tektonicznego. Stanowi długie i wąskie obniżenie terenu, przebiegające prostoliniowo z północnego zachodu na południowy wschód, od ujścia Donu (u Morza Azowskiego) i do Zatoki Kizlarskiej Morza Kaspijskiego. Obniżenie dzieli Grzędę Salsko-Manycką i wzgórza Jergeni (należące do Niziny Wschodnioeuropejskiej) na północy od należącej do Kaukazu Północnego Wyżyny Stawropolskiej na południu. Obniżenie łączy niziny Kubańską i Azowską na zachodzie z Nadkaspijską na wschodzie. Długość Obniżenia Kumsko-Manyckiego wynosi około 680 km, szerokość – 20-30 km, miejscami zmniejsza się do 1-2 km. Najwyższy punkt Obniżenia leży na wysokości 25 m n.p.m.
W niedawnej przeszłości geologicznej (w czasie oststniego zlodowacenia) Obniżenie Kumsko-Manyckie stanowiło cieśninę przez którą woda Morza Kaspijskiego  zasilała Morze Czarne (Morze Azowskie w tym czasie nie istniało). Obecnie w Obniżeniu leży system wodny Manycza, złożony ze słonych jezior i słonawych rzek. Zachodnią część kotliny zajmuje dolina rzeki Zachodni Manycz – dopływu Donu, centralną – jeziora, z których największe jest Manycz-Gudiło, a wschodnią – dolina rzeki Kumy. W Obniżeniu leży sztuczny nawadniający Kanał Kumsko-Manycki.
Jedna z granic między Europą a Azją przebiega wzdłuż Obniżenia Kumsko-Manyckiego.